# A2 (motorväg, Tyskland)
A2 är en motorväg i Tyskland. Motorvägen börjar i Oberhausen, Nordrhein-Westfalen och slutar i Dreieck Werder väster om Berlin i anslutning med A10 i förbundslandet Brandenburg. Motorvägens längd är 486 km och har 81 avfarter. A2 passerar förbundsländerna Nordrhein-Westfalen, Niedersachsen, Sachsen-Anhalt och Brandenburg.
Motorvägen är ofta i väldigt bra skick, särskilt genom Niedersachsen, med tre filer i varje riktning. Vissa bitar är dock sämre och trafikstockningar är vanligt förekommande.

## Europavägsavsnitt
Vägen är europaväg längs hela sträckan.
- E 34 Motorvägskorsning Oberhausen - Motorvägskorsning Bad Oeynhausen
- E 30 Motorvägskorsning Bad Oeynhausen - T-Korsning Werder

## Historia
Vägen byggdes på 1930-talet för att skapa en anslutning mellan Berlin och Ruhrområdet.
Vägen planerades mellan september 1933 och december 1934. Man planerade medvetet att bygga vägen norr om Ruhrområdet för att gruvindustrin drog sig norrut. Man drog vägen norr om Hannover för att på den tiden vägen byggdes var Hannover en knutpunkt för flygtrafiken i Europa. Norr om Hannover låg också en godsstation. Markförhållandena var bättre norr om Hannover än söder om och man planerade att bygga industri norr om stan. Mellan Hannover och Berlin fanns det tre möjliga sträckningar. En skulle ha gått via Stendal och anslutit till Berliner Ring norr om staden. Det var den kortaste sträckan om man skulle bygga vidare motorvägen till Stettin och Königsberg. Nackdelen med den sträckan var att det var glest befolkat och att järnvägen gick där med en huvudsträcka.
Den mellersta sträckningen gick via Genthin och Brandenburg an der Havel till de centrala delarna av Berlin. Även den här sträckningen var glesbefolkad och hade en järnväg. Ett annat problem men inte lika angeläget var att det var många sjöar och myrar.
Den södra varianten byggdes till sist, den gick igenom tätbebyggt område och möjliggjorde en framtida anslutning till Breslau, samt Frankfurt an der Oder och Warszawa.
Vägen som skulle byggas skulle ha två körfält i vardera riktning med en bredd av 3,75 meter på varje körfält och en mittremsa på 4,2 meter. Vägen skulle också ha betongbeläggning. Det gjorde att man kunde köra runt 160 km/h om man hade en bra bil på den tiden.
När man byggde motorvägen delade man upp byggandet i 12 delar. Först öppnades ett 32 km långt avsnitt mellan Braunschweig-West och Lehrte den 5 april 1936. Tre andra avsnitt öppnade 17 augusti samma år. Det första av de tre gick mellan Hannover-Ost och Lehrte och var 10 km långt. Det andra avsnittet gick mellan Braunschweig-Ost och Helmstedt och var 43 km långt. Det tredje avsnittet gick mellan Werder och Burg, ett avsnitt som var 85 km. Den 10 januari 1937 invigdes ett 55 km långt avsnitt mellan Burg och Helmstedt. När sträckan mellan Burg och Helmstedt var invigd var Hannover anslutet med Berliner Ring. År 1937 öppnade också motorvägen i Ruhrområdet. Då var det en sträcka mellan Düsseldorf och Recklinghausen. 12 november 1938 öppnade avsnittet mellan Recklinghausen och Gütersloh. Med det öppnade också motorvägskorsningen i Kamen som förbinder A2 med A1. Det var den andra i Tyskland efter en utanför Leipzig. 15 december 1938 öppnade sträckan mellan Gütersloh och Bielefeld. Samma dag öppnade motorvägen för Herford och Bad Salzuflen. Dagen före öppnade motorvägen mellan Bad Nenndorf och Hannover. Den enda del som var klar av motorvägen var sträckan mellan Bad Salzuflen och Bad Nenndorf. Den sträckan skulle öppnas 23 september 1939, men Andra världskriget kom i vägen, så det blev bara en fil i vardera riktning. Sträckan blev dubbelfilig under andra världskriget då polska krigsfångar byggde. Endast en sträcka på några kilometer var bristfällig utanför Bad Oeynhausen vilken byggdes klart efter kriget.
Under tiden Tyskland var delat fungerade vägen som transitväg till Berlin. 
Vägen förkortades år 1992 då man gjorde en nummerreform i och med att man införlivade Östtyskland i Västtyskland. Den gick före 1992 till Venlo, Nederländerna. Den sträckan har tagits över av A40 och A3.

## Trafikplatser
|  | Nr | Skyltning                                |
|  | 1  | Oberhausen (Fyrvägskorsning) E 35        |
|  | 2  | Oberhausen-Königshardt                   |
|  |    | Schwarze Heide                           |
|  |    | Bottrop                                  |
|  | 3  | Bottrop                                  |
|  | 3  | Bottrop (Fyrvägskorsning)                |
|  | 4  | Gladbeck-Ellinghorst                     |
|  | 5  | Essen / Gladbeck                         |
|  |    | Allenstein                               |
|  | 6  | Gelsenkirchen-Buer                       |
|  |    | Einhausung Erle (320 m)                  |
|  |    | Resser Mark                              |
|  |    |                                          |
|  | 7  | Herten                                   |
|  |    | Hochlarmark                              |
|  | 8  | Recklinghausen (Fyrvägskorsning)         |
|  | 9  | Recklinghausen-Süd                       |
|  | 10 | Recklinghausen-Ost                       |
|  |    | Rhein-Herne-Kanal-Brücke (90 m)          |
|  | 11 | Henrichenburg                            |
|  |    |                                          |
|  | 12 | Dortmund-Nordwest (Fyrvägskorsning)      |
|  | 12 | Dortmund-Mengede                         |
|  |    | Dortmund-Ems-Kanal-Brücke (90 m)         |
|  |    | Kleine Herrenthey                        |
|  | 13 | Dortmund-Nordost                         |
|  | 14 | Dortmund-Lanstrop                        |
|  |    | Paschheide                               |
|  | 15 | Kamen / Bergkamen                        |
|  | 16 | Kamener Kreuz (Fyrvägskorsning)          |
|  |    | Kolberg                                  |
|  | 17 | Bönen                                    |
|  | 18 | Hamm                                     |
|  |    | Rhynern                                  |
|  |    | Im Sundern / Im großen Klei              |
|  |    | Datteln-Hamm-Kanal-Brücke                |
|  |    | Lippebrücke)                             |
|  | 19 | Hamm-Uentrop                             |
|  |    | Stettin/Brunsberg                        |
|  | 20 | Beckum                                   |
|  |    | Vellern                                  |
|  | 21 | Oelde                                    |
|  |    | Am Berge/Marburge                        |
|  |    | Emsbrücke                                |
|  | 23 | Rheda-Wiedenbrück                        |
|  |    | Kleinraststätte-Gütersloh                |
|  | 24 | Gütersloh                                |
|  |    | Sürenheide/Heidenplatz                   |
|  |    | Obergassel/Niedergassel                  |
|  | 25 | Bielefeld (Fyrvägskorsning)              |
|  | 26 | Bielefeld-Sennestadt                     |
|  |    | Talbrücke Lämershagen (200 m)            |
|  | 27 | Bielefeld-Zentrum                        |
|  |    |                                          |
|  |    | Bielefeld (Planerad)                     |
|  | 28 | Ostwestfalen / Lippe                     |
|  | 29 | Herford / Bad Salzuflen                  |
|  |    | Werrebrücke (100 m)                      |
|  |    | Herford                                  |
|  |    | Talbrücke Finnebach (158 m)              |
|  | 30 | Herford-Ost                              |
|  | 31 | Exter                                    |
|  |    | Exter                                    |
|  |    | Talbrücke Exter (202,5/236 m)            |
|  |    | Talbrücke Steinegge (255 m)              |
|  | 32 | Bad Oeynhausen (Fyrvägskorsning) E 30    |
|  |    | Weser-Flutbrücke (250 m)                 |
|  |    | Weserbrücke (200 m)                      |
|  | 33 | Porta Westfalica                         |
|  |    | Fuchsgrund/Löwenburg                     |
|  | 34 | Veltheim                                 |
|  |    | Talbrücke Kleinenbremen (180 m)          |
|  |    |                                          |
|  |    | Talbrücke Schermbeck A (180 m)           |
|  |    | Talbrücke Schermbeck B (230 m)           |
|  |    | Talbrücke Luhden (230 m)                 |
|  | 35 | Bad Eilsen (Avfart åt väster)            |
|  |    | Talbrücke Arensburg (562 m/568 m)        |
|  | 35 | Bad Eilsen (Avfart åt öster)             |
|  |    |                                          |
|  |    | Talbrücke Ölbergen (325 m)               |
|  |    | Auetal                                   |
|  | 36 | Rehren                                   |
|  |    | Schafstrift                              |
|  | 37 | Lauenau                                  |
|  | 38 | Bad Nenndorf                             |
|  |    | Brückethaler Knick                       |
|  | 39 | Wunstorf-Kolenfeld                       |
|  |    | Mittellandkanalbrücke (75 m)             |
|  | 40 | Wunstorf-Luthe                           |
|  |    | Leinebrücke (250 m)                      |
|  |    | Garbsen                                  |
|  | 41 | Garbsen                                  |
|  | 42 | Hannover-Herrenhausen                    |
|  | 43 | Hannover-West (T-Korsning)               |
|  |    | Godshorn                                 |
|  |    | Hannover/Langenhagen                     |
|  |    |                                          |
|  | 45 | Hannover-Bothfeld                        |
|  |    | Varrelheide                              |
|  | 46 | Hannover-Lahe                            |
|  | 47 | Hannover-Buchholz (Fyrvägskorsning)      |
|  | 48 | Hannover-Ost (Fyrvägskorsning)           |
|  | 49 | Lehrte                                   |
|  |    | Lehrter See                              |
|  | 50 | Lehrte-Ost                               |
|  | 51 | Hämelerwald                              |
|  |    |                                          |
|  |    | Fuhsebrücke (140 m)                      |
|  | 52 | Peine                                    |
|  | 52 | Peine                                    |
|  |    | Zweidorfer Holz                          |
|  | 53 | Braunschweig-Watenbüttel                 |
|  |    | Okerbrücke (450 m)                       |
|  | 54 | Braunschweig-Hafen                       |
|  |    | Mittellandkanalbrücke                    |
|  | 55 | Braunschweig-Nord (Fyrvägskorsning)      |
|  | 56 | Braunschweig-Flughafen                   |
|  | 57 | Braunschweig-Ost                         |
|  |    | Essehof                                  |
|  | 58 | Wolfsburg / Königslutter                 |
|  |    | Talbrücke Scheppau (508 m)               |
|  |    | Schunterbrücke                           |
|  | 59 | Königslutter                             |
|  | 60 | Rennau                                   |
|  | 61 | Helmstedt-West                           |
|  | 62 | Helmstedt-Zentrum                        |
|  |    | Helmstedt                                |
|  | 63 | Helmstedt-Ost                            |
|  |    | Waldkater                                |
|  |    | Lappwald                                 |
|  | 63 | Marienborn / Helmstedt                   |
|  |    | Marienborn                               |
|  | 64 | Alleringersleben                         |
|  |    |                                          |
|  | 65 | Eilsleben                                |
|  | 66 | Bornstedt                                |
|  |    | Börde                                    |
|  | 67 | Irxleben                                 |
|  |    | Hohenwarsleben                           |
|  | 68 | Magdeburg (Fyrvägkorsning)               |
|  | 69 | Magdeburg-Kannenstieg                    |
|  | 70 | Magdeburg-Zentrum                        |
|  | 71 | Magdeburg-Rothensee                      |
|  |    | Elbabstiegskanalbrücke (92 m)            |
|  |    | Elbebrücke Hohenwarthe (1170 m)          |
|  | 72 | Lostau / Hohenwarthe                     |
|  |    | Name                                     |
|  |    | Ekodukt                                  |
|  | 73 | Burg-Zentrum                             |
|  | 74 | Burg-Ost                                 |
|  |    |                                          |
|  | 75 | Theeßen                                  |
|  |    |                                          |
|  | 76 | Ziesar                                   |
|  |    | Buckautal                                |
|  | 77 | Wollin                                   |
|  |    |                                          |
|  | 78 | Brandenburg                              |
|  |    |                                          |
|  | 79 | Netzen                                   |
|  |    | Hochstraße Nahmitz (246 m)               |
|  | 80 | Lehnin                                   |
|  | 81 | Werder (T-Korsning) E 30 (Berliner Ring) |